# Campionato mondiale di hockey su pista Under-19 2022
Il Campionato del Mondo u-19 2022 è stata la decima edizione del Campionato del mondo di hockey su pista riservato alle nazionali under-19; la manifestazione è stata disputata a San Juan, in Argentina, dal 30 ottobre al 5 novembre 2022.
La competizione è stata organizzata dalla Fédération Internationale de Roller Sports con la collaborazione del Comité Internationale de Rink-Hockey: entrambi organi che si occupano e gestiscono le manifestazioni internazionali di hockey su pista.

## Squadre partecipanti
- Argentina
- Cile
- Colombia
- Regno Unito
- Italia
- Portogallo
- Spagna
- Stati Uniti
- Svizzera
- Messico

## Prima fase

### Girone A

#### Risultati
| San Juan 30 ottobre 2022, ore 18:00 UTC-4 | Portogallo | 23 – 0 | Stati Uniti | Aldo Cantoni |

| San Juan 30 ottobre 2022, ore 20:00 UTC-4 | Regno Unito | 1 – 11 | Spagna | Aldo Cantoni |

| San Juan 31 ottobre 2022, ore 18:00 UTC-4 | Stati Uniti | 2 – 14 | Colombia | Aldo Cantoni |

| San Juan 31 ottobre 2022, ore 20:00 UTC-4 | Spagna | 3 – 3 | Portogallo | Aldo Cantoni |

| San Juan 1 novembre 2022, ore 16:00 UTC-4 | Portogallo | 11 – 0 | Regno Unito | Aldo Cantoni |

| San Juan 1 novembre 2022, ore 20:00 UTC-4 | Colombia | 1 – 7 | Spagna | Aldo Cantoni |

| San Juan 2 novembre 2022, ore 16:00 UTC-4 | Regno Unito | 3 – 5 | Colombia | Aldo Cantoni |

| San Juan 2 novembre 2022, ore 18:00 UTC-4 | Spagna | 18 – 0 | Stati Uniti | Aldo Cantoni |

| San Juan 3 novembre 2022, ore 16:00 UTC-4 | Colombia | 0 – 9 | Portogallo | Aldo Cantoni |

| San Juan 3 novembre 2022, ore 18:00 UTC-4 | Stati Uniti | 2 – 21 | Regno Unito | Aldo Cantoni |

#### Classifica
|    | Squadra     | PT | G | V | N | P | GF | GS | Diff. | Note |
| -- | ----------- | -- | - | - | - | - | -- | -- | ----- | ---- |
| 1. | Portogallo  | 10 | 4 | 3 | 1 | 0 | 46 | 3  | +43   |      |
| 2. | Spagna      | 10 | 4 | 3 | 1 | 0 | 39 | 5  | +34   |      |
| 3. | Colombia    | 6  | 4 | 2 | 0 | 2 | 20 | 21 | -1    |      |
| 4. | Regno Unito | 3  | 4 | 1 | 0 | 3 | 25 | 29 | -4    |      |
| 5. | Stati Uniti | 0  | 4 | 0 | 0 | 4 | 4  | 76 | -72   |      |

### Girone B

#### Risultati
| San Juan 30 ottobre 2022, ore 16:00 UTC-4 | Italia | 15 – 0 | Messico | Aldo Cantoni |

| San Juan 30 ottobre 2022, ore 22:00 UTC-4 | Svizzera | 0 – 11 | Argentina | Aldo Cantoni |

| San Juan 31 ottobre 2022, ore 16:00 UTC-4 | Messico | 0 – 16 | Cile | Aldo Cantoni |

| San Juan 31 ottobre 2022, ore 22:00 UTC-4 | Argentina | 8 – 4 | Italia | Aldo Cantoni |

| San Juan 1 novembre 2022, ore 18:00 UTC-4 | Italia | 11 – 1 | Svizzera | Aldo Cantoni |

| San Juan 1 novembre 2022, ore 22:00 UTC-4 | Cile | 1 – 6 | Argentina | Aldo Cantoni |

| San Juan 2 novembre 2022, ore 20:00 UTC-4 | Svizzera | 4 – 1 | Cile | Aldo Cantoni |

| San Juan 2 novembre 2022, ore 22:00 UTC-4 | Argentina | 8 – 0 | Messico | Aldo Cantoni |

| San Juan 3 novembre 2022, ore 20:00 UTC-4 | Messico | 0 – 15 | Svizzera | Aldo Cantoni |

| San Juan 3 novembre 2022, ore 22:00 UTC-4 | Cile | 3 – 8 | Italia | Aldo Cantoni |

#### Classifica
|    | Squadra   | PT | G | V | N | P | GF | GS | Diff. | Note |
| -- | --------- | -- | - | - | - | - | -- | -- | ----- | ---- |
| 1. | Argentina | 12 | 4 | 4 | 0 | 0 | 33 | 5  | +28   |      |
| 2. | Italia    | 9  | 4 | 3 | 0 | 1 | 38 | 12 | +26   |      |
| 3. | Svizzera  | 6  | 4 | 2 | 0 | 2 | 20 | 23 | -3    |      |
| 4. | Cile      | 3  | 4 | 1 | 0 | 3 | 21 | 18 | +3    |      |
| 5. | Messico   | 0  | 4 | 0 | 0 | 4 | 0  | 54 | -54   |      |

## Seconda fase

### Tabellone
|  | Semifinali     | Semifinali     | Semifinali |           |        | Finale          | Finale          | Finale          |  |
|  |                |                |            |           |        |                 |                 |                 |  |
|  | Italia         | Italia         | 6          |           |        |                 |                 |                 |  |
|  | Italia         | Italia         | 6          |           |        |                 |                 |                 |  |
|  | Portogallo     | Portogallo     | 3          |           |        |                 |                 |                 |  |
|  | Portogallo     | Portogallo     | 3          |           | Italia | Italia          | 1               |                 |  |
|  |                |                |            |           | Italia | Italia          | 1               |                 |  |
|  |                |                | Argentina  | Argentina | 4      |                 |                 |                 |  |
|  | Argentina(dts) | Argentina(dts) | Argentina  | Argentina | 4      | 5               |                 |                 |  |
|  | Argentina(dts) | Argentina(dts) |            |           |        | 5               |                 |                 |  |
|  | Spagna         | Spagna         | 3          |           |        | Finale 3º posto | Finale 3º posto | Finale 3º posto |  |
|  | Spagna         | Spagna         | 3          |           |        |                 |                 |                 |  |
|  |                |                |            |           |        |                 |                 |                 |  |
|  |                |                |            |           |        | Spagna(dts)     | Spagna(dts)     | 7               |  |
|  |                |                |            |           |        | Spagna(dts)     | Spagna(dts)     | 7               |  |
|  |                |                |            |           |        | Portogallo      | Portogallo      | 5               |  |

#### Semifinali per il quinto posto
| San Juan 4 novembre 2022 | Svizzera | 3 – 2 | Regno Unito | Aldo Cantoni |

| San Juan 4 novembre 2022 | Colombia | 2 – 4 | Cile | Aldo Cantoni |

#### Risultati per il quinto posto
| San Juan 5 novembre 2022, ore 14:30 UTC-4 | Svizzera | 3 – 5 | Cile | Aldo Cantoni |

#### Risultati per il settimo posto
| San Juan 5 novembre 2022, ore 12:00 UTC-4 | Regno Unito | 5 – 3 | Colombia | Aldo Cantoni |

#### Risultati per il nono posto
| San Juan 4 novembre 2022, ore 12:00 UTC-4 | Stati Uniti | 17 – 4 | Messico | Aldo Cantoni |

| San Juan 5 novembre 2022, ore 09:30 UTC-4 | Messico | 7 – 20 | Stati Uniti | Aldo Cantoni |

### Classifica finale
| Pos | Squadra     |
| --- | ----------- |
|     | Argentina   |
|     | Italia      |
|     | Spagna      |
| 4ª  | Portogallo  |
| 5ª  | Cile        |
| 6ª  | Svizzera    |
| 7ª  | Regno Unito |
| 8ª  | Colombia    |
| 9ª  | Stati Uniti |
| 10ª | Messico     |

## Campioni
| Campione del Mondo Under-19 2022 |
| -------------------------------- |
| Argentina 1º titolo              |